# Magda Szubanski

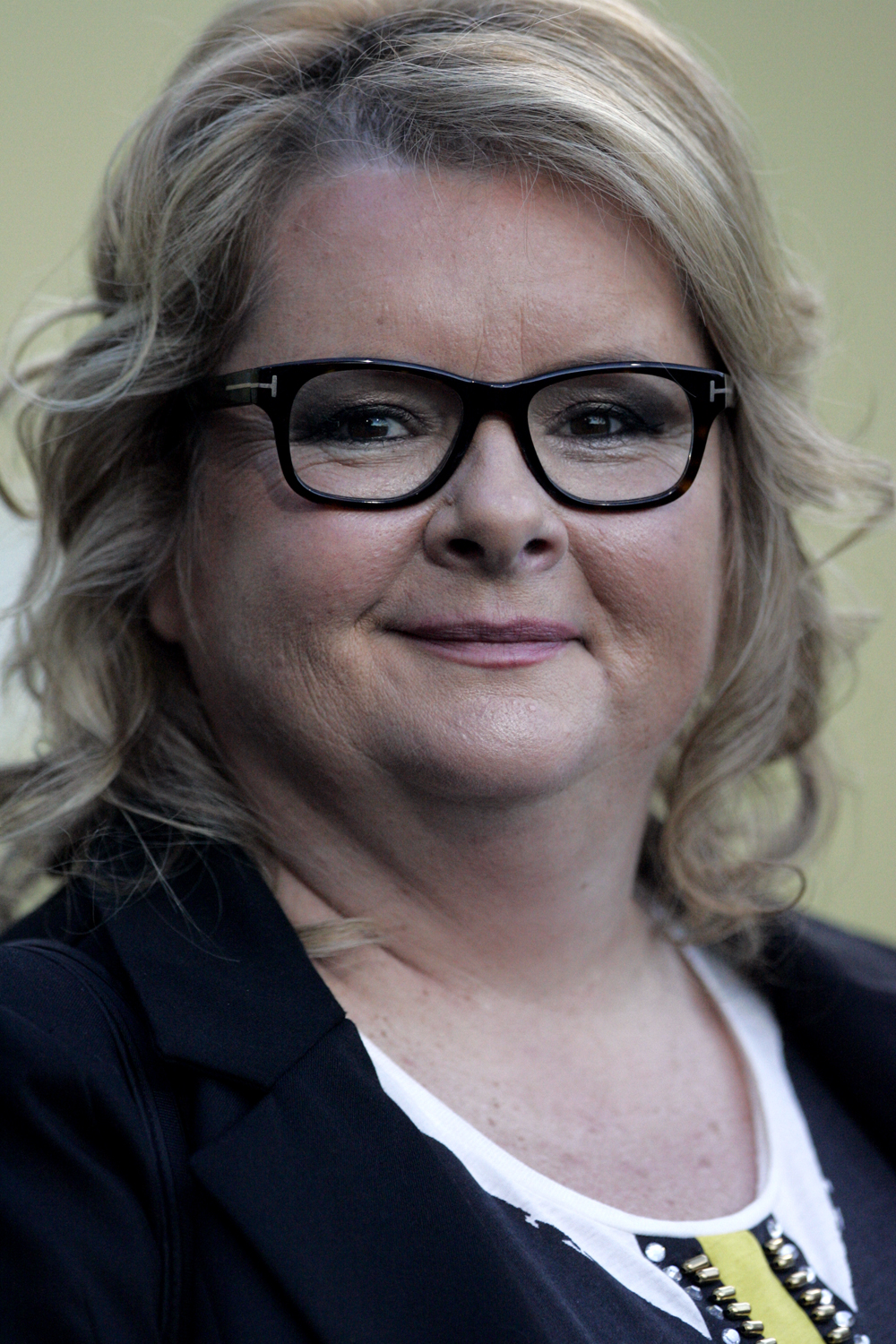
Magda Szubanski al Tropfest 2013

Magdalene Mary Therese Szubanski, detta Magda (Liverpool, 12 aprile 1961), è un'attrice, comica e scrittrice britannica.

## Biografia
Ha recitato in diversi musical, tra i quali The 25th Annual Putnam County Spelling Bee e Guys and Dolls.

## Filmografia parziale

### Cinema
- Babe - Maialino coraggioso, regia di Chris Noonan (1995)
- Babe va in città, regia di George Miller (1998)
- Missione coccodrillo, regia di John Stainton (2002)
- The Mask 2, regia di Lawrence Guterman (2005)
- Dr. Plonk, regia di Rolf de Heer (2007)
- La bussola d'oro, regia di Chris Weitz (2007)
- Bran nue dae, regia di Rachel Penski (2009)
- Three Summers, regia di Ben Elton (2017)

### Televisione
- The Fast Lane – serie TV, 1 episodio (1986)
- The D Generation – serie TV, 16 episodi (1986-1987)
- Tucher & Becca nemici per la pelle – serie TV, 90 episodi (1989-1992)
- Bligh – serie TV, 13 episodi (1992)
- Full Frontal – serie TV, 4 episodi (1993)
- Big Girl's Blouse – serie TV, 9 episodi (1994)
- Farscape – serie TV, 3 episodi (1999-2001)
- Kath & Kim – serie TV, 32 episodi (2002-2007)
- Rake – serie TV, 1 episodio (2014)
- Legit – serie TV, 2 episodi (2014)
- Sisters – serie TV, 7 episodi (2017)

### Doppiatrice
- Happy Feet, regia di George Miller (2006)
- Happy Feet 2, regia di George Miller (2011)

## Doppiatrici italiane
Nelle versioni in lingua italiana dei suoi lavori, Magda Szubanski è stata doppiata da:
- Isa Di Marzio in Babe, maialino coraggioso
- Angiolina Quinterno in Babe va in città
- Paola Giannetti in Missione coccodrillo
- Daniela Di Giusto in La bussola d'oro

Come doppiatrice, è sostituita da:
- Aurora Cancian in Happy Feet e Happy Feet 2